# Willeke Alberti
Willeke Alberti, nome artístico de Willy Albertina Verbrugge (Amesterdão, 3 de fevereiro de 1945) é uma cantora e atriz neerlandesa. Ela é filha do cantor Willy Alberti.  

## Biografia

### Infância e juventude
Alberti nasceu como o filho mais velho do cantor Willy Alberti e Hendrika Geertruida (Ria) Kuiper (1921-2011). Ela cresceu no período pós-guerra em Amsterdã, mas também passou grande parte de sua juventude com os avós em Arnhem.

### Início de carreira
Willeke Alberti iniciou a sua carreira musical com apenas 11 anos quando atuou no musical Duel om Barbara e gravou o seu primeiro single em 1958 com o seu pai. Durante os anos 1960  ela era uma cantora bem conhecida nos Países Baixos e teve um grande sucesso com a canção "De Winter Was Lang" ("O inverno foi longo") sendo o single mais vendido nos Países Baixos, todavia naquela época não existia um top de vendas nos Países Baixos. Willeke e o seu pai tiveram um programa de televisão entre  1965 e 1969. A partir dos anos 1970, Willeke teve uma carreira discográfica menos ativa, com menos lançamentos de discos, com um intervalo muito irregular e participou em pequenos papéis na televisão e no cinema. 

### Festival Eurovisão da Canção
Em 1994, Willeke representou os Países Baixos no Festival Eurovisão da Canção 1994 na capital irlandesa Dublin com a canção  "Waar is de Zon?" ("Onde está o Sol"), que apenas recolheu uns escassos 4 pontos, ficando apenas à frente das canções da Estónia e Lituânia.

### Carreira posterior
Em agosto de 2022, Willeke Alberti anunciou que não iria mais fazer shows para grandes plateias, como fazia antes com sua banda. Na noite de 26 de agosto do mesmo ano, ela aprensentou-se pela última vez para uma grande plateia no festival Uitmarkt, na Praça dos Museus, onde fez o show de abertura do festival.

### Ativismo
Ao longo dos anos, Alberti tornou-se um  ícone gay, devido à combinação do repertório das suas canções, a sua durabilidade e ao apoio que ela tem dado à causa gay.
Em virtude de seu ativismo pela causa gay ela foi coroada 'rainha mãe dos gays' pela Nederlandse Gay Discjockeys Vereniging (=Associação Neerlandesa de Disc jockeys Gays).

### Vida pessoal
Em 24 de julho de 1974, Alberti casou-se com o empresário John de Mol, com que teve um filho, Johnny de Mol, que é atualmente um ator e apresentador. Willeke divorciou-se em 1980 de John de Mol. Casou uma segunda vez com o futebolista dinamarquês Søren Lerby e desta ligação nasceu um segundo filho. Willeke e Søren Lerby separaram-se em 1996.

## Discografia

### Álbuns
- Willeke (1965)
- Liedjes van Marleen (1971) ,banda sonora de  De kleine waarheid
- Rooie Sien (1975), banda sonora de Rooie Sien
- Vrienden voor altijd (1987)
- Liefde is... (1989)
- Een beetje mazzel (1993)
- Zomaar een dag (1994)
- Toen en nu (1994)
- Live in Carré (1996), álbum ao vivo
- Liedjes voor altijd (1999)
- Goud (Live in Carré) (2007), álbum ao vivo
- 100 Mooiste liedjes van Willy & Willeke Alberti (2008) com Willy Alberti , compilação
- 65 - Een muzikaal spiegelbeeld (2010), uma compilação em homenagem aos 65 anos da cantora.

## Singles
Estes foram os singles mais populares da cantora: 
- Midi midinette (1960)
- Norman (1962)
- Sei rimasta sola (1963) com Willy Alberti
- Spiegelbeeld (1963)
- De winter was lang (1964)
- Sabato sera (1964) com Willy Alberti
- Mijn dagboek (1964)
- Mijn dagboek(1965)
- Vanavond om kwart  (1965)
- Talisman (1965)
- Morgen ben ik de bruid(1966)
- Als vrouw (1966)
- Dat afgezaagde zinnetje(1967) com Willy Alberti
- Chi-ri-bi-ri-bin pom pom pom(1969) com Willy Alberti
- Een reisje langs de Rijn (1969) com Willy Alberti
- De oude piano (1971)
- Zal ik gaan dansen(1973)
- Als je komt dan zal ik thuis zijn (1974)
- Telkens weer (1975), banda sonora de  Rooie Sien
- Een heel gelukkig kerstfeest (1975), com diversos artistas
- Carolientje (1977)
- Het oude huis (1980)
- Jantje Beton (1981)
- Het is nog niet voorbij (1982)
- Niemand laat z'n eigen kind alleen (1983) com Willy Alberti
- Mijn hoofd weer op je schouder (1985)
- Samen zijn (1987)
- Vrienden blijven doen we altijd (1988) com André van Duin
- Gebabbel (1992) com Paul de Leeuw
- Ome Jan (1993)
- Het wijnfeest (1993)
- Groetjes uit Rio (1994)
- Waar is de zon (1994)
- Zomaar een dag (1994)
- De glimlach van een kind (1995)
- De Meer (Is niet meer) (1996) com  Michael van Praag